# 한봉세
한봉세는 대법원 판사를 지낸 법조인이다.

## 생애
1939년 일본 입명관 대학 법과를 졸업하고 1940년 일본고등문관 사법과와 만주 고등고시 행정,사법과에 합격해 1942년 전주지방법원 판사와 부장판사를 지내다가 1947년 10월 퇴직하여 부산에서 변호사를 하면서  1957년 조선변호사회 회장 1958년 2월 대한변호사협회 부회장 1959년 4월 부산변호사회 회장 1960년 동아대학교 법정대학 법학과 교수와 1962년 경상남도 선거관리위원회 위원 등을 역임했다. 1969년 8월 29일 대법원 판사에 제청되어 박정희 대통령에 의해 임명되었으나 군인에 대해서만 손해배상을 인정하지 않는 국가배상법 위헌 결정을 한 직후 유신헌법에 의해 법관에 대한 재임명이 이루어지던 1973년 3월 24일에 당시 위헌 결정을 했던 대법원 판사 9명에 대해 재임명이 탈락 되면서 퇴임하게 되었다.
대법원 판사로 재직하던 1969년 10월 15일에 북한에 있는 가족에게 편지를 한 피고인에 대한 반공법 위반 사건에 대해 "편지 내용이 반국가단체나 국외 공산계열의 이익이 되지 않는 단순한 안부편지를 반공법에 저촉되지 않는다"는 이유로 무죄를 확정했으며  1970년 2월 10일에는 1963년 12월 15일부터 1969년 2월까지 문화재관리국장으로 재직하며 신양건설 대표 박오봉으로부터 창경원 내 수정궁 신축공사에 대한 공사 감정을 빨리 해달라는 부탁을 받고 50만원을 받고 종합박물관 신축공사, 광화문 복원 공사 등을 이유로 업자로부터 1000만원의 뇌물을 받은  하갑청(46)에 대한 특정범죄가중처벌법 위반 사건으로 1심에서 징역5년 추징금 1000만원 2심에서 징역3년 추징금 1000만원을 선고받은 것에 대한 상고심에서 원심을 파기하고 서울고등법원으로 돌려보냈다. 화일토건 이사 박춘상(43)에 대해선 상고를 기각해 징역1년6월을 확정했다. 파기환송된 사건은 1974년 3월 26일 재상고심 선고공판에서 징역3년 집행유예5년 추징금 550만원을 확정했다. 1970년 8월 31일에는 경남 진해시 안곡동 해군사관학교 뒤쪽 임야 45만평에 대하여 임진왜란때 명나라 원군으로 왔던 팽우덕 팽신길 부자 장군의 전공을 찬양해 헌종이 후손에게 하사하여 팽씨 종중이 관리해왔으나 1910년 일본이 땅을 수용하여 해군기지로 사용해 해방후 정부에 귀속된 땅이라는 이유로 제기한 소유권 확인 소송에서 원고의 상고를 기각했다.

## 평가
1993년 8월 17일에 일제치하 고위관료 명단에 포함되어 발표되었다.